# Medalha de Ouro Langley
A Medalha de Ouro Langley (em inglês:  Langley Gold Medal) é um prémio criado em 1908 pela Smithsonian Institution por sugestão de Alexander Graham Bell.
Este galardão, criado em homenagem a Samuel Pierpont Langley (1834-1906), destina-se a premiar a pesquisa em Aeronáutica.

## Laureados[1]
- 1910 Orville e Wilbur Wright
- 1913 Glenn Curtiss, Gustave Eiffel
- 1927 Charles Lindbergh
- 1929 Charles M. Manly, Richard E. Byrd
- 1935 Joseph S. Ames
- 1955 Jerome Clarke Hunsaker
- 1960 Robert H. Goddard
- 1962 Hugh Latimer Dryden
- 1964 Alan Shepard
- 1967 Wernher von Braun
- 1971 Samuel C. Phillips
- 1976 James E. Webb, Grover Loening
- 1981 Charles Stark Draper, Robert T. Jones
- 1983 Ross Perot, Jr., Jay Coburn
- 1987 Barry Goldwater
- 1992 Benjamin O. Davis, Jr.
- 1999 Neil Armstrong, Buzz Aldrin, Michael Collins